# Karamoko Alpha mo Labé
Pour les articles homonymes, voir Karamoko.
Karamoko Alpha Mo Labé de son vrai nom Mamadou Cellou Diallo ou Ibrahima Sambegou, né vers 1700 à Diari (Labé) et mort en 1751 à Labé, est un ouléma musulman et cofondateur de l'imamat du Fouta-Djalon.

## Origine
Kaldouyanke de sa descendance de la branche de Kalidou, il est né vers les années 1700 dans le village de Diari (Labe) dans la région de Labé en Guinée.

## Etudes et implication religieuse
Il apprend le coran chez son oncle à Sombily et dès l'âge de 12 ans il va parfaire ses études islamiques au Mali. À son retour au pays natal, il mène une guerre sainte contre les polythéistes de la région et fonda avec certains chefs religieux musulmans le royaume théocratique du Fouta Djallon ou l'imamat du Fouta-Djalon.
C'est ainsi qu'il érigea la ville de Labé capitale de sa future province. Il érige dans cette ville sa mosquée et s'y établit pour se consacrer à la gestion de la province (Diwal en peul) et à l'enseignement et à la propagation de l'islam dans tout le royaume.

## Mort et sépulture
Après son décès en 1751, il est enseveli derrière la grande mosquée de Labé et un mausolée y est érigé, où reposent aussi certains de ses descendants, à l'image de Alfa Yaya Kade (mort en 1914) et Alfa Yaya Diallo (mort en 1957).

## Galerie

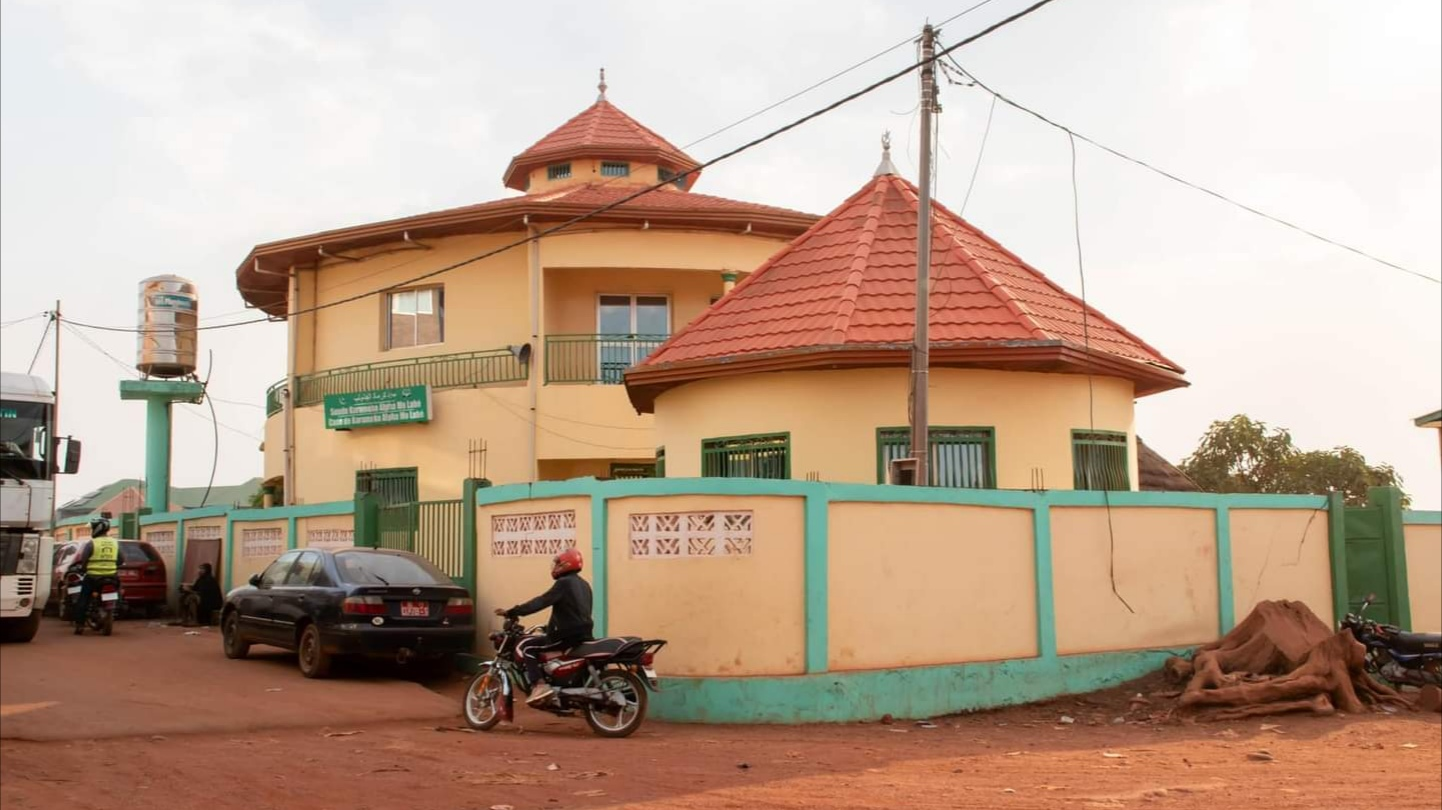
La case de Karamoko Alpha mo Labé
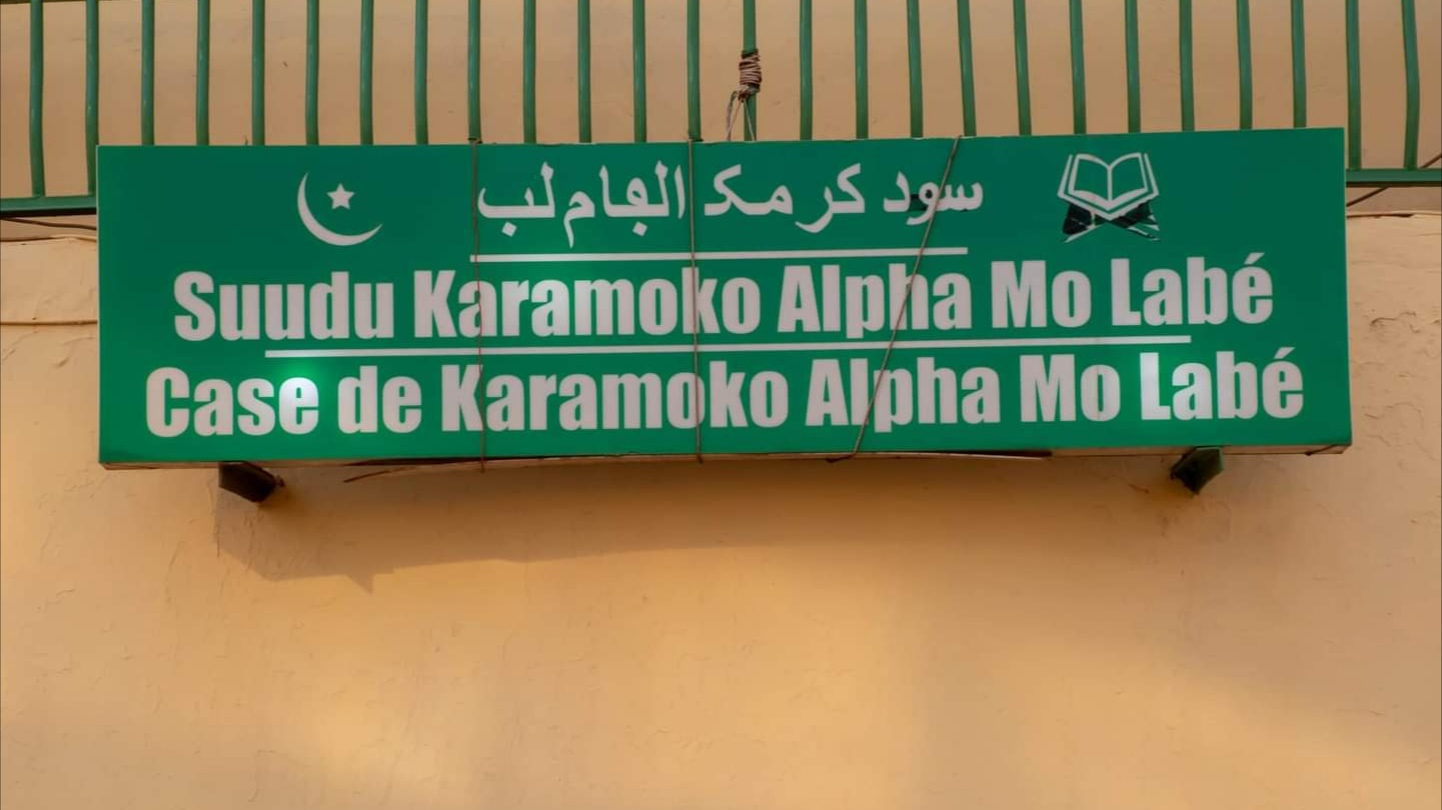